# Félix Resurrección Hidalgo Padilla
Félix Resurrección Hidalgo Padilla (Binondo, Manila, 21 de febrer de 1853 - Barcelona, 13 de març 1913) pintor impressionista filipí amb un estil que recorda força el de Pere Borrell del Caso.

## Biografia
Sent el tercer de set germans d'una família adinerada abandonà la carrera de lleis per a ingressar a l'Academia de Dibujo y Pintura de Manila quedant sota la tutela de l'artista espanyol Agustín Sáez Glanadell. Malgrat Hidalgo no formà mai part del grup anomenat ''ilustrados filipinos'' sempre va mantenir llaços d'amistat i proximitat amb ell.
El 1875 organitzà una mostra d'algunes obres realitzades pels seus exercicis de dibuix del natural, que un any després foren exhibides durant l'Exposició Universal de Filadèlfia.
El 1879 fou becat per l'Academia de Manila i viatjà a Espanya per a formar-se. Després d'estudiar a l'Academia de San Fernando de Madrid, decidí quedar-se a Europa fet que propicià la possibilitat de participar en exposicions destacades com l'exposició de Belles Arts de Madrid (1884), on guanyà la medalla de plata (la d'or la guanyà el també filipí Juan Luna) amb la pintura “Las Vírgenes cristianas expuestas al populacho”, l'Exposición General de las Islas Filipinas (Madrid, 1887), la Universal de París (1889), la Internacional de Bellas Artes (Barcelona, 1891 i Madrid, 1892), la Universal de Chicago (1893), la General de Filipinas (1895) i l'Exposició Universal de San Luis (1904), el qui va guanyar en aquesta última la medalla d'or gràcies a l'obra “El violinista”.

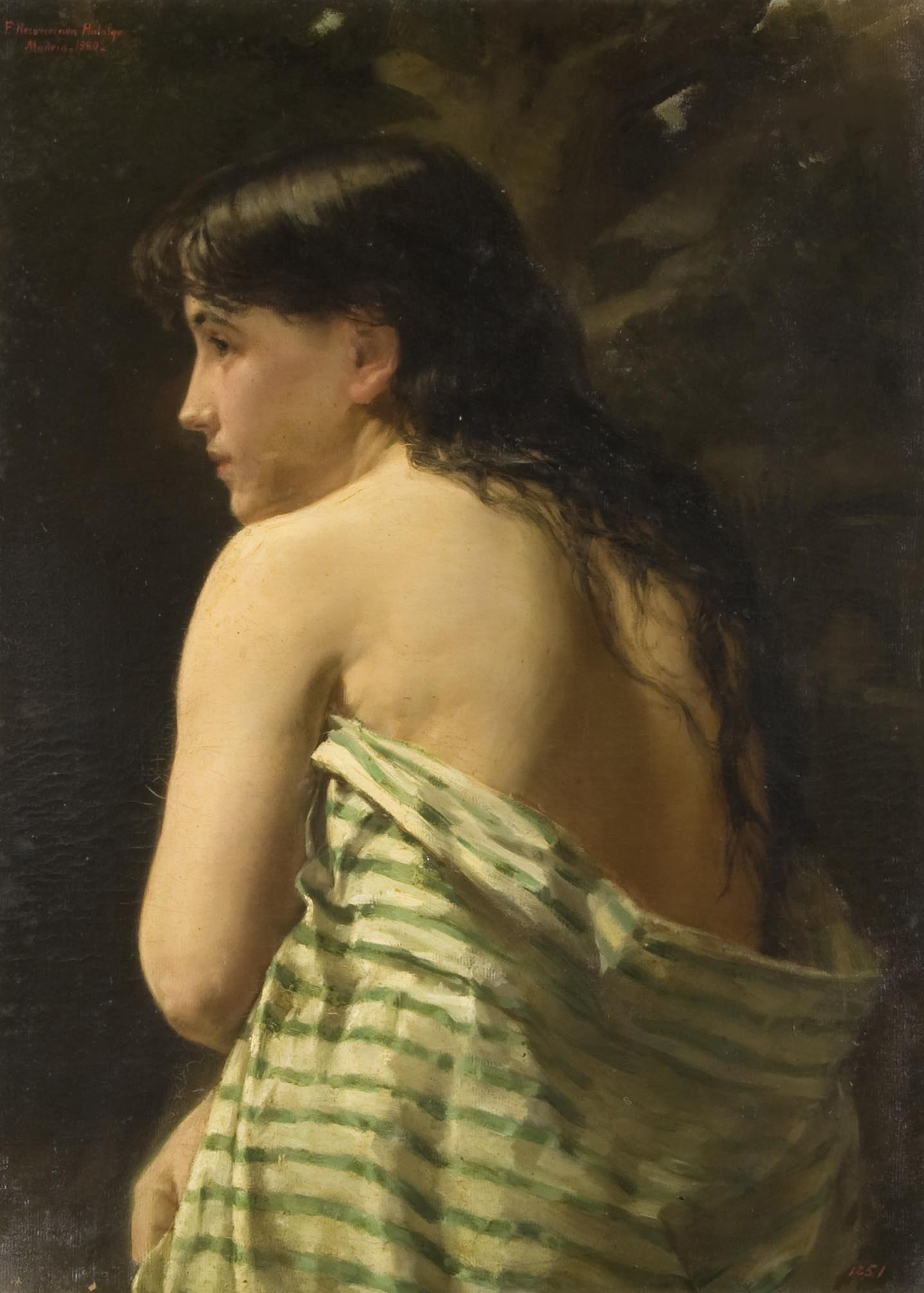
Joven Filipina - Biblioteca Museu Víctor Balaguer,(Vilanova i la Geltrú)

## Obres i museus
- Joven Filipina, Biblioteca Museu Víctor Balaguer (Vilanova i la Geltrú)
- Aparición del Apóstol Santiago al rey Ramiro I antes de la batalla de Clavijo Museo Bellas Artes de Álava (Àlaba)
- La barca de Aqueronte, Museo Nacional de Pintura (Madrid)
- Estudio del natural, Museo del Prado (Madrid)
- La vendedora de Lanzones, Museo del Prado (Madrid)
- El pescador de Sacag, Museo del Prado (Madrid)
- Paisaje con Carabaos, academia de San Salvador
- Las vírgenes cristianas expuestas al populacho, Metropolitan Museum of Manila,(Manila)